# Komi-permják Wikipédia
A komi-permják Wikipédia a Wikipédia projekt komi-permják nyelvű  változata, szabadon szerkeszthető internetes enciklopédia. A wiki-inkubátorban 2009 áprilisában hozták létre; (egyik) alapítója szerint azonban 2009 végén, amikor ő  Finnországban folytatott tanulmányokat. Az inkubátorban létrehozott első szócikk a komi-permják nyelvről szólt. Hivatalosan 2010 októberében, a hegyi mari Wikipédiával egyszerre indult, ekkor 31 szócikke volt.
2012. február 1-jén 2852 szócikket tartalmazott, ezzel a 163. helyen állt a wikipédiák szócikkszám szerinti rangsorában.

## Mérföldkövek
- 2010. október 19. - elindul az oldal
- Jelenlegi szócikkek száma: 3 468